# Stanhope (Iowa)
Pour les articles homonymes, voir Stanhope.
Stanhope est une ville du comté de Hamilton, en Iowa, aux États-Unis. Elle est fondée en 1863 et incorporée le 14 décembre 1897.

## Source de la traduction
- (en) Cet article est partiellement ou en totalité issu de l’article de Wikipédia en anglais intitulé « Stanhope, Iowa » (voir la liste des auteurs).